# قرصعنة عطرية
قرصعنة عطرية (الاسم العلمي:Eryngium aromaticum) هي نوع من النباتات تتبع جنس القرصعنة من الفصيلة الخيمية.